# 鈴木博 (工学者)
鈴木 博（すずき ひろし、1949年10月 - ） は、日本の通信工学者。東京工業大学名誉教授。元電子情報通信学会無線通信システム専門委員長。

## 人物・経歴
1972年東京工業大学工学部電気工学科卒業。1974年東京工業大学大学院理工学研究科電子物理工学専攻修士課程修了、日本電信電話公社入社、横須賀電気通信研究所。1981年日本電信電話公社研究専門調査員。1985年日本電信電話公社研究専門調査役。1986年には辻井重男の下で東京工業大学工学博士の学位を取得。1987年日本電信電話株式会社主幹研究員。1992年エヌ・ティ・ティ移動通信網株式会社主幹研究員。
1996年東京工業大学大学院理工学研究科集積システム専攻教授着任。1998年NHK放送技術研究所客員研究員。2012年電子情報通信学会東京支部長。2015年定年退職、東京工業大学名誉教授。のち、電気通信大学先端ワイヤレス・コミュニケーション研究センター客員教授（特定領域研究担当）。無線システムなどが専門で、電子情報通信学会無線通信システム専門委員会委員長等も務めた。

## 著書
- 『ディジタル通信の基礎―ディジタル変復調による信号伝送 』数理工学社 2012年

## 受賞歴
- 1981年 電子情報通信学会学術奨励賞[2]
- 1995年 電子情報通信学会論文賞[2]
- 2006年 電子情報通信学会フェロー[2]
- 2007年 IEICE Communications Society Best Paper Award[2]
- 2009年 電子情報通信学会業績賞[2]
- 2009年 European Microwave Week , European Wireless Technology (EuWiT) Conference,Best Paper Award[2]
- 2012年 電子情報通信学会論文賞[2]